# إيفي إيفا
إيفي إيفا (بالألمانية: Evi Eva) هي ممثلة ألمانية، ولدت في 30 ديسمبر 1899 في برلين في ألمانيا، وتوفي بنفس المكان في 4 يناير 1985.

## وصلات خارجية
- إيفي إيفا على موقع IMDb (الإنجليزية)
- إيفي إيفا على موقع قاعدة بيانات الفيلم (الإنجليزية)
- إيفي إيفا على موقع كينوبويسك (الروسية)